# حرنيت
حرنيت ، هي ملكة مصرية قديمة أو زوجة ملك عاشت خلال الأسرة الأولى، واسمها يعني «وجه نيت».

## وثائق
وجد في مقبرتها في سقارة مزهرية منقوش عليها اسمها، بينما في أبيدوس تم العثور على اسمها مكتوباً جنباً إلى جنب مع اسم الملك جر. ومع ذلك، فإن تفسير سبب وجود اسميهما مكتوبان معا لا يزال مثاراً للجدل وليس من المؤكد حتى أن اسم حرنيت في هذا النقش يشير إلى امرأة، وبالتالي إلى ملكة.

## سيرة ذاتية
من غير المعروف من كان والدا حرنيت، ويعتقد أنها الوجة الملكية للملك جر ولكن ليس هناك دليل قاطع، ويقترح عالم الآثار تيلدسلي أن حرنيت كانت أماً - على ما يحتمل - للملك دن، ولكن الرأي الأكثر شيوعاً يقون أن الملكة مرنيت كان والدته.
و يذكر عالم الآثار غرايتزكي أنه على الرغم من أن حرنيت معروفة من مقبرتها في سقارة وتم العثور على اسمها مع إشارات قد تشير إلى دورها كملكة، إلا أن تفسير هذه المعلومات وكونها ملكة فعلاً بثقة أمر صعب. وإذا كانت التفسيرات صحيحة، فقد تحمل حرنيت لقب «الأولى» و «رفيقة السيدين أو الإلهين (حور وست)»
.
و يعتقد أن القبر الكبير في سقارة (تحت رقم S3507) ينتمي إلى حرنيت. ووجدت نقوش على المزهريات في القبر تذكر الملك جر والملك دن والملك قع. والقبر عبارة عن مصطبة من الطوب اللبن. ومع ذلك، تم العثور على تل مثل هرم داخل هيكل البناء، مغطى بالطوب اللبن. ويمثل هذا الجمع بين المصطبة والقبر على هيئة التل (الشكل الهرمي) مزيجا من العمارة الشمالية (المصطبة) والجنوبية (التلال القبرية).